# Salix etosia
Salix etosia — вид квіткових рослин із родини вербових (Salicaceae).

## Морфологічна характеристика
Це дерево чи кущ. Гілочки коричневі чи червоно-коричневі, молоді гілки товсті, запушені, майже голі. Листкова ніжка 5–7 мм; листкова пластинка еліптична чи видовжено-еліптична, 40–65 × 18–25 мм, абаксіально (низ) зеленувата або злегка біла, запушена вздовж середньої жилки, ворсинчаста в молодості, потім гола, адаксіально зелена, край цілісний. Чоловіча сережка дистально жовтувато-зелена або коричнева, циліндрична, 30–35 × 8–10 мм.

## Середовище проживання
Сичуань, зх. Хубей, Гуйчжоу. Росте біля струмків; на висотах 1300–2000 метрів.